# AVUS

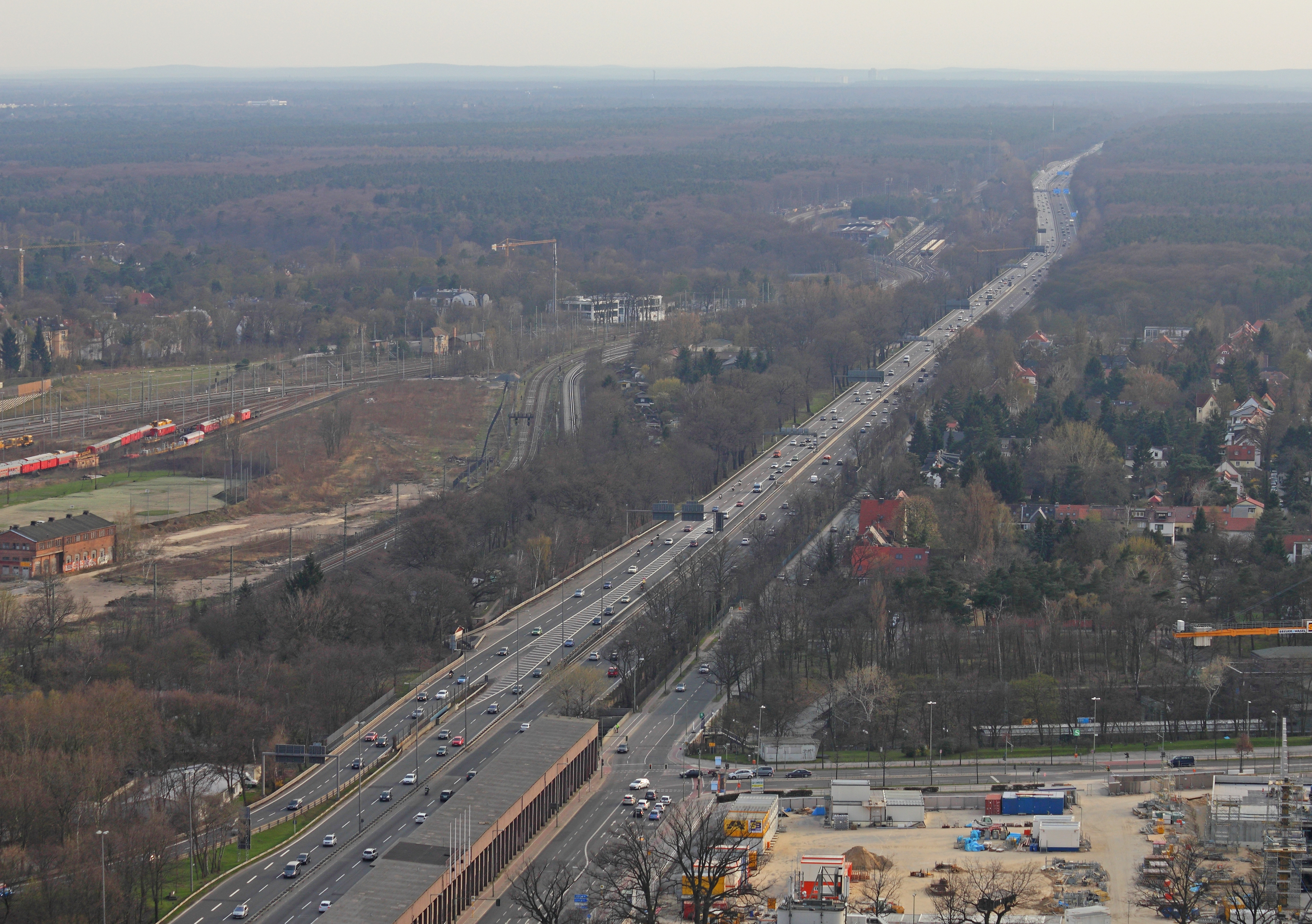
Blick vom Funkturm auf die AVUS am 21. April 2013

Die AVUS (Automobil-Verkehrs- und Übungsstraße) im Südwesten Berlins wird als das nördliche Teilstück der Bundesautobahn 115 genutzt.
Seit ihrer Eröffnung im Jahr 1921 ist die AVUS die erste ausschließliche Autostraße der Welt. Die pro Fahrbahnseite gut neun Kilometer – als Gesamtrunde rund 19 km – lange Strecke diente bis zum Autobahnanschluss 1940 als gebührenpflichtige Renn- und Teststrecke und nicht dem öffentlichen Verkehr.
Die AVUS führt vom Berliner Funkturm, an dem ein Anschluss zum Berliner Stadtring (A 100) besteht, nahezu geradeaus durch den Grunewald bis nach Nikolassee. Bis zum April 1998 wurde die AVUS an einigen Wochenenden auch als Rennstrecke genutzt, wobei verschiedene verkürzte Streckenlängen zur Anwendung kamen, indem die jeweils im Rennbetrieb genutzte Südkehre immer näher zur Nordkehre verlegt wurde, die von 1937 bis 1967 durch eine spektakuläre Steilkurve aus Backsteinen gebildet wurde.

## Geschichte

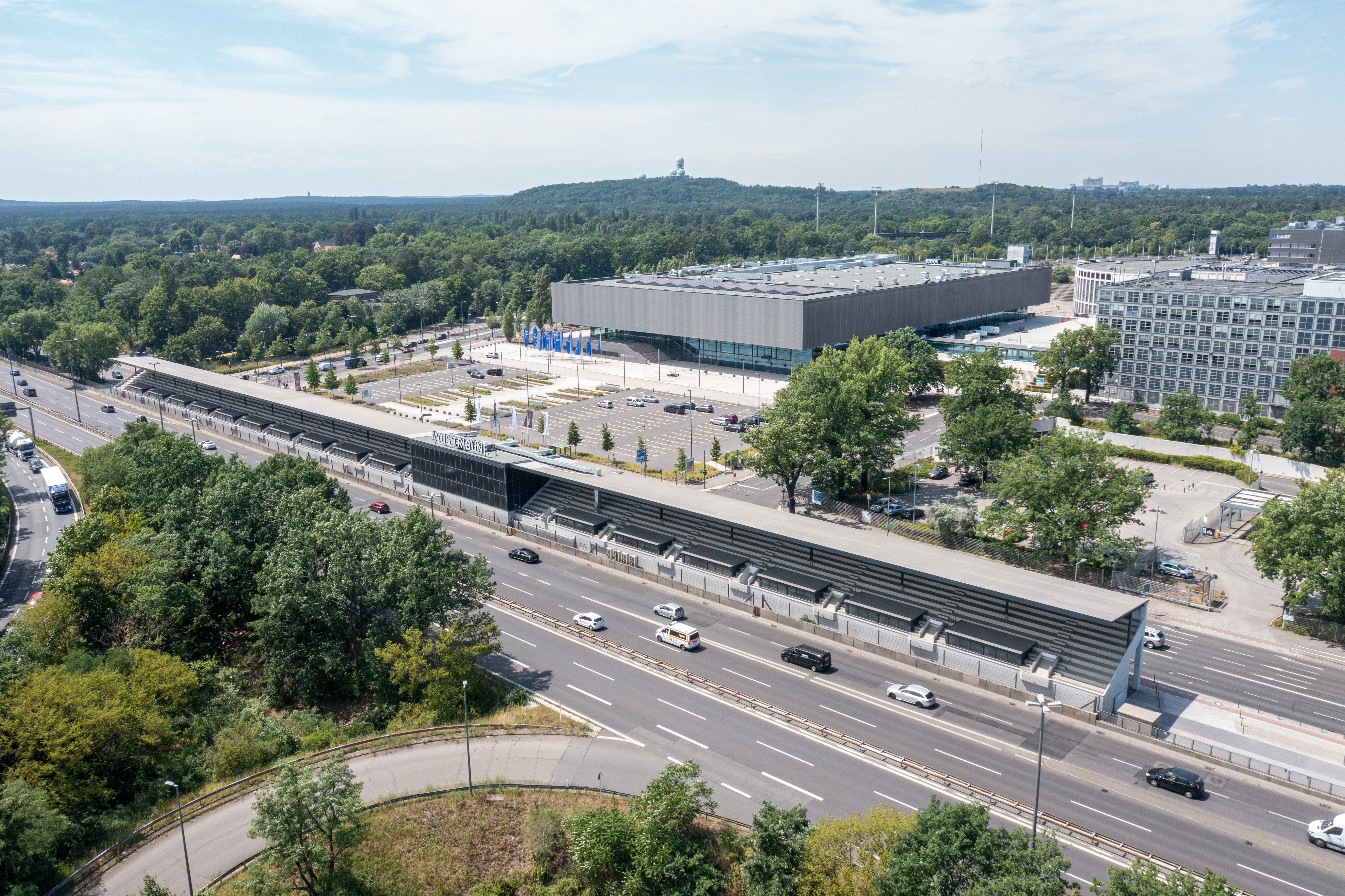
Tribüne entlang der AVUS auf der Höhe des Messegeländes, Juni 2022

Motiviert durch deutsche Misserfolge bei Automobilsportveranstaltungen wurde im Jahr 1909 die Automobil-Verkehrs- und Übungsstraße GmbH gegründet, mit dem Ziel, die Wettbewerbsfähigkeit der deutschen Automobilindustrie zu fördern. Nach Umwandlung in eine Aktiengesellschaft begannen 1913 die Arbeiten für eine nur für Autos zugelassene Straße entlang der Wetzlarer Bahn von Charlottenburg nach Nikolassee.
Wegen des Ersten Weltkriegs wurden die Arbeiten 1914 kurz vor der Vollendung eingestellt. Erst im Jahr 1921 wurde die Rennstrecke durch private Investitionen von Hugo Stinnes vollendet und am 19. September 1921 eröffnet. Die nahezu geradlinige Rennstrecke verband die Nordkurve in Westend (im damaligen Bezirk Charlottenburg) mit der am Nikolassee gelegenen Südkurve zu einem rund 19 km langen Rundkurs. Am 24. September 1921 wurde die AVUS mit einem Autorennen zwischen Berlin und Wannsee eingeweiht. Nach der Eröffnung wurde die Strecke für den privaten Verkehr freigegeben. Ein einmaliges Durchfahren kostete die damals stattliche Summe von zehn Mark, eine Vierteljahreskarte kostete 1000 Mark (kaufkraftbereinigt in heutiger Währung: rund 490 Euro).
Bereits beim Eröffnungsrennen zeigten sich auf mangelnde Erfahrung im Fahrbahnaufbau zurückzuführende Defizite der Strecke. Der aus dem 19. Jahrhundert stammende Aufbau als Makadam wurde noch mit Teer getränkt, konnte jedoch den steigenden Belastungen nicht standhalten, sodass die AVUS als eine der ersten Straßen mit einer Deckschicht aus Asphalt versehen wurde. In den Folgejahren wurden wegen der mit der Inflation einhergehenden wirtschaftlichen Notlage Teile der AVUS von der Bevölkerung demontiert und verkauft oder verheizt.
Im Jahr 1926 fand mit dem ersten Großen Preis von Deutschland wieder ein großes Autorennen statt, bei dem infolge widriger Witterungsbedingungen und des schlechten Streckenzustands vier Todesopfer zu beklagen waren. Neben mangelnder Griffigkeit des Belags hatte die Strecke durch den traditionellen Fahrbahnaufbau bei mangelnder Verdichtung des Untergrunds Bodenwellen mit bis zu zehn Zentimetern Höhe. In den folgenden Jahren wurde die AVUS nun auch Versuchsstrecke für Straßenbau, auf der viele Elemente des heutigen Straßenbaus erstmals getestet wurden.
Der Rennbetrieb kam infolge einer Absatzkrise der deutschen Automobilindustrie Mitte der 1920er Jahre und der 1929 einsetzenden Weltwirtschaftskrise weitgehend zum Erliegen. Doch Anfang der 1930er Jahre wurden wieder regelmäßig Rennen gefahren.

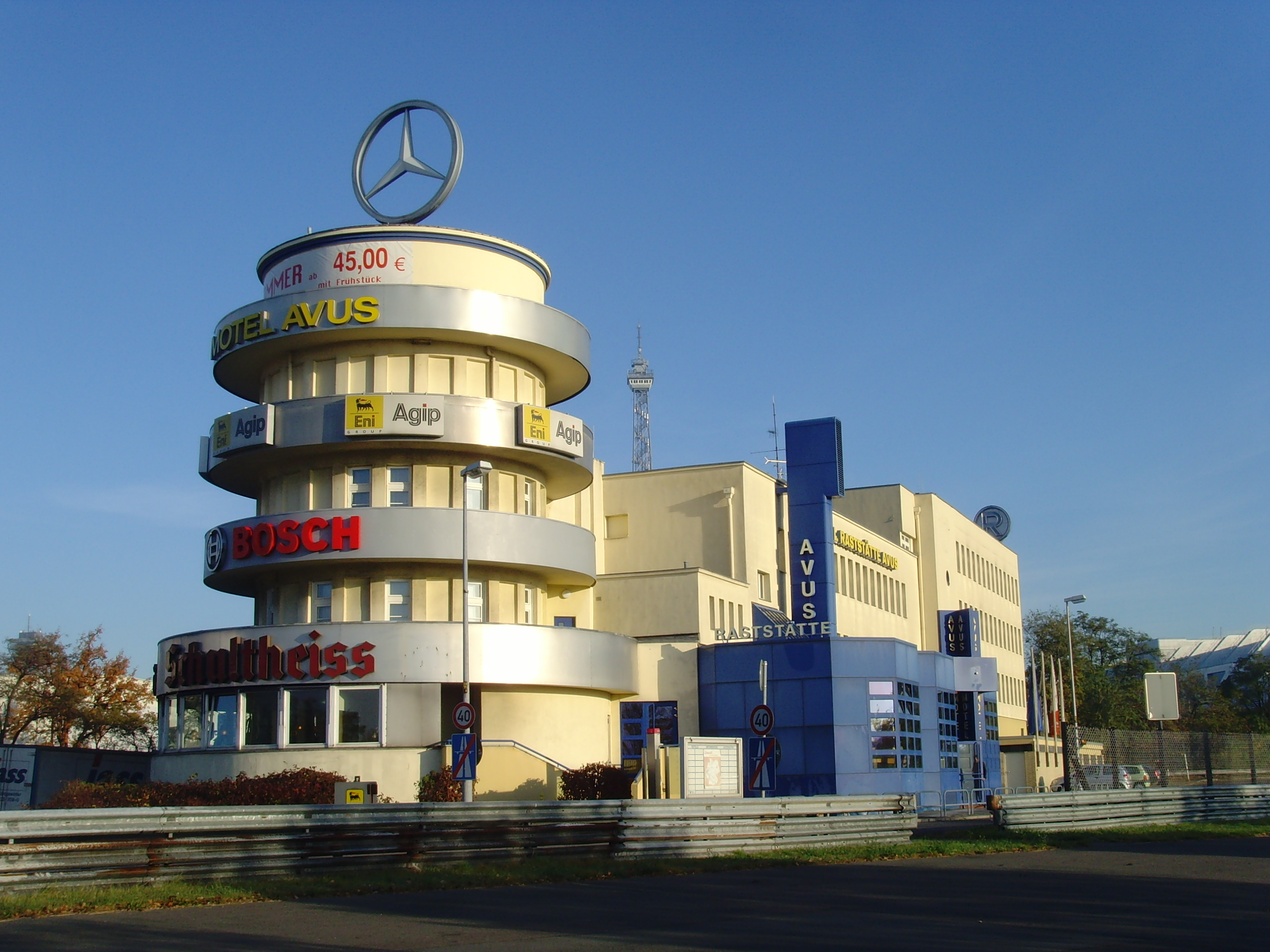
Motel AVUS

Um die Rundengeschwindigkeiten zu erhöhen und um Platz für die heutige Halenseestraße zu gewinnen, wurde 1937 die alte Nordkurve, auf Initiative des Baurats Erich Krey, durch eine überhöhte, 43,6° steile und aus Ziegelsteinen gemauerte Steilkurve mit einem wesentlich geringeren Radius ersetzt und das nun jenseits der Halenseestraße gelegene Verwaltungsgebäude mit Zuschauertribüne durch ein neues Gebäude mit einem Zielrichterturm am Ausgang der Nordkurve. Dieses wird heute als Motel benutzt. Gleichzeitig wurde eine neue Tribünenanlage errichtet.

Der Anschluss zum Berliner Ring wurde 1940 für den Verkehr freigegeben, wodurch die AVUS als Zubringer endgültig ihren Privatstraßencharakter verlor. Die nördlich des Geländes der Tankstelle an der Anschlussstelle Spanische Allee gelegene Südkurve wurde danach deswegen gesperrt. Eine projektierte überhöhte Südkehre wurde wegen des Zweiten Weltkriegs nicht vollendet, der bereits aufgeschüttete Wall wurde nach dem Krieg von der US-amerikanischen Besatzungsmacht als Schießplatz mit dem Namen Keerans Range genutzt. Ersatzweise wurde nun die Motorradkurve am Hüttenweg zur Südkehre verwendet, wodurch sich die Rennstrecke auf eine Länge von 8,3 km halbierte.
Vom Zweiten Weltkrieg blieb die AVUS nicht ganz verschont. Das stark beschädigte Nordtor wurde bald nach dem Krieg abgerissen. Da die Benutzung nun kostenfrei war, hatte es ohnehin seine Funktion verloren. Nachdem in den ersten Nachkriegsjahren nicht an einen Rennbetrieb zu denken war, wurde nach Ausbesserung der gröbsten Schäden bereits 1951 das erste Rennen gestartet. Die überhöhte Nordkurve erwies sich jedoch weiterhin als beständige Gefahrenquelle mit spektakulären Unfällen, von denen einige tödlich endeten.
Da Steilkurven von der FIA – dem internationalen Dachverband von Automobilclubs und Motorsport-Vereinen – generell als gefährlich und nicht mehr zeitgemäß eingestuft wurden, riss man die überhöhte Nordkurve 1967 ab, um sie erneut durch eine flache Nordkurve zu ersetzen, die mit dem Platzbedarf des neuen Autobahndreiecks Funkturm verträglicher war.
Mit dem zunehmenden Individualverkehr wurden Sperrungen der AVUS für Rennsportveranstaltungen problematischer, da sie für den Trainingsbetrieb schon vor den Renntagen am Wochenende gesperrt werden musste. Der geradlinige Hochgeschwindigkeitskurs entsprach nicht mehr den Anforderungen des Rennsports und wurde mehrmals verkürzt.
Nach dem Mauerfall im Jahr 1989 und dem damit noch einmal ansteigenden Verkehr von der westlichen Innenstadt zum Berliner Ring nahte das endgültige Ende des Rennbetriebs auf der AVUS. Obwohl noch versucht wurde, die Strecke durch Verkürzung und Einrichtung von Schikanen zu entschärfen und für das Publikum attraktiver zu machen, wurde der Rennbetrieb schließlich am 26. April 1998 eingestellt.
Zwischen 2011 und 2012 erfolgte eine grundhafte Erneuerung zwischen dem Autobahndreieck Funkturm und der Anschlussstelle Spanische Allee. Die Fahrbahnen wurden komplett neu aufgebaut sowie die Brücke über den Hüttenweg durch einen Neubau ersetzt. Die Kosten betrugen 28 Millionen Euro.
Im Zusammenhang mit dem Großbrand auf dem Sprengplatz Grunewald blieb die AVUS vom 4. bis 10. August 2022 gesperrt.

## Nutzung

### Rennsport auf der AVUS

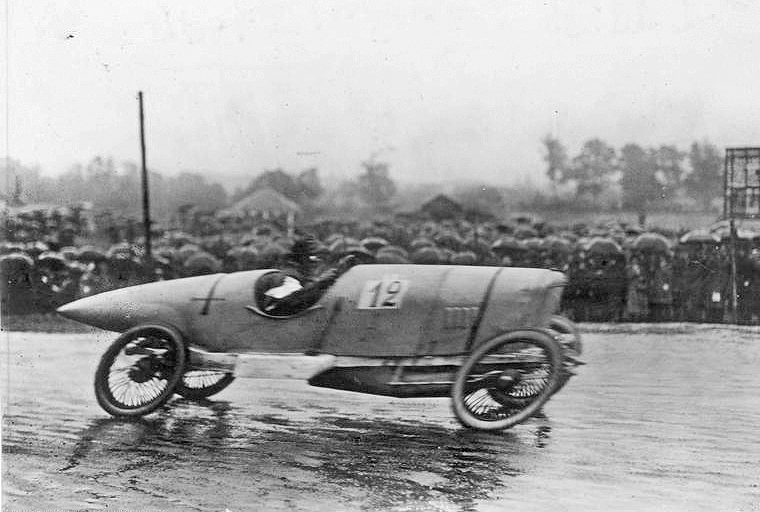
Paul Gebser auf Dixi, Sieger der kleinen Klasse am 11. Juni 1922

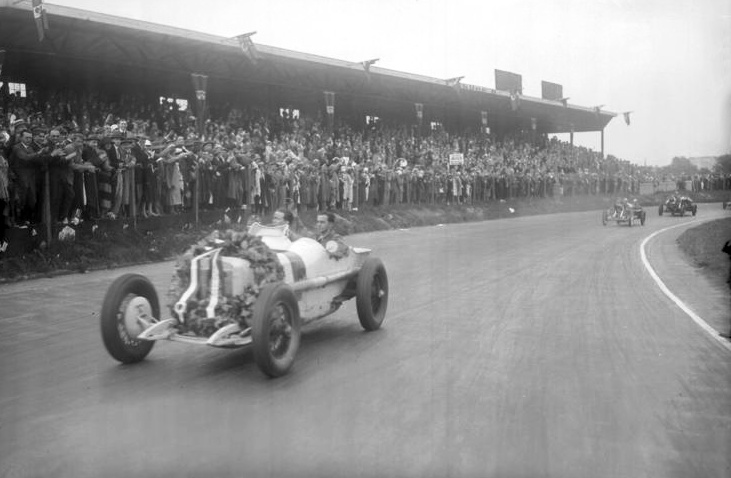
Der Große Preis von Deutschland 1926

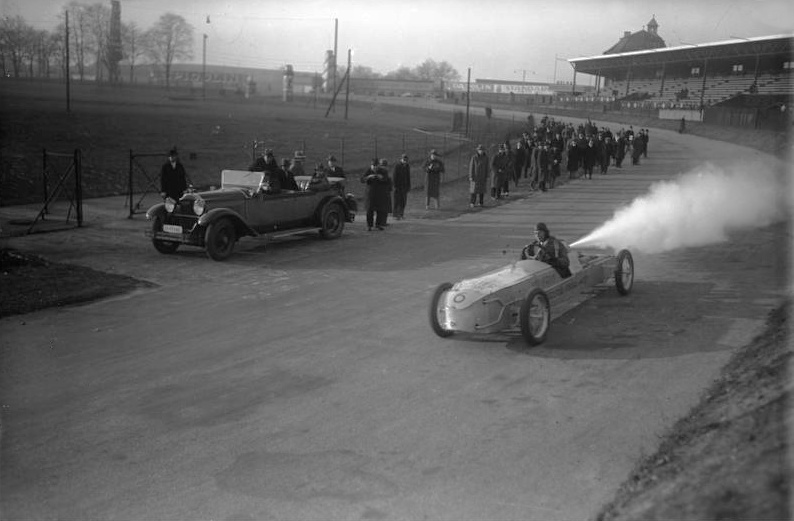
Das Raketenauto Rak VI, 1929

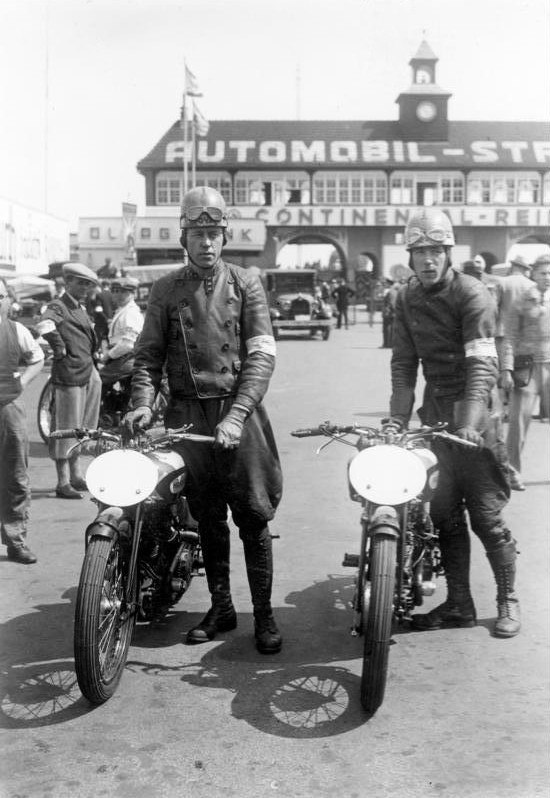
Die beiden Husqvarna-Werksfahrer Gunnar Kalén (l.) und Ragnar Sunnqvist, 1933

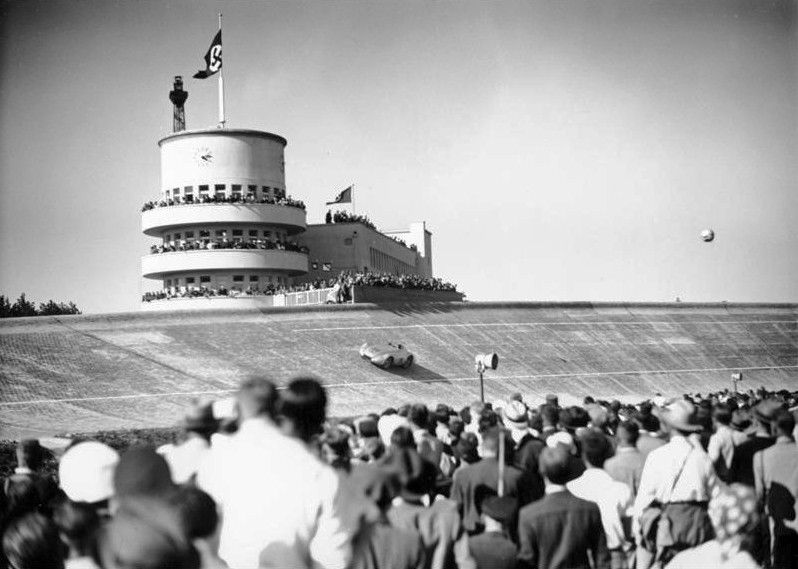
Ein Silberpfeil in der Steilkurve, 1937

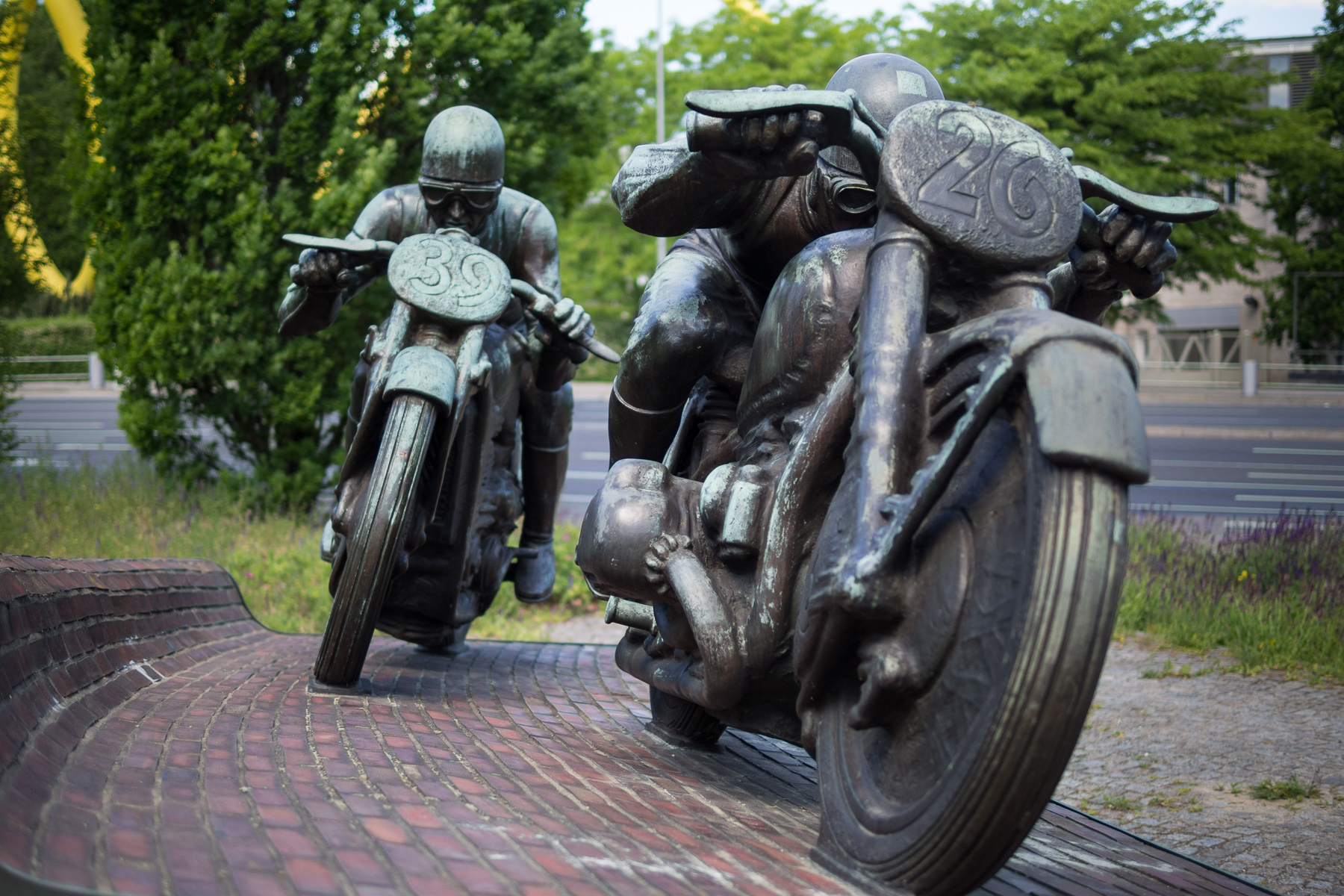
Skulpturengruppe Motorradfahrer (1939) von Max Esser an der ehemaligen Nordkurve. Links: Ewald Kluge auf DKW, rechts: Ernst Jakob Henne auf BMW

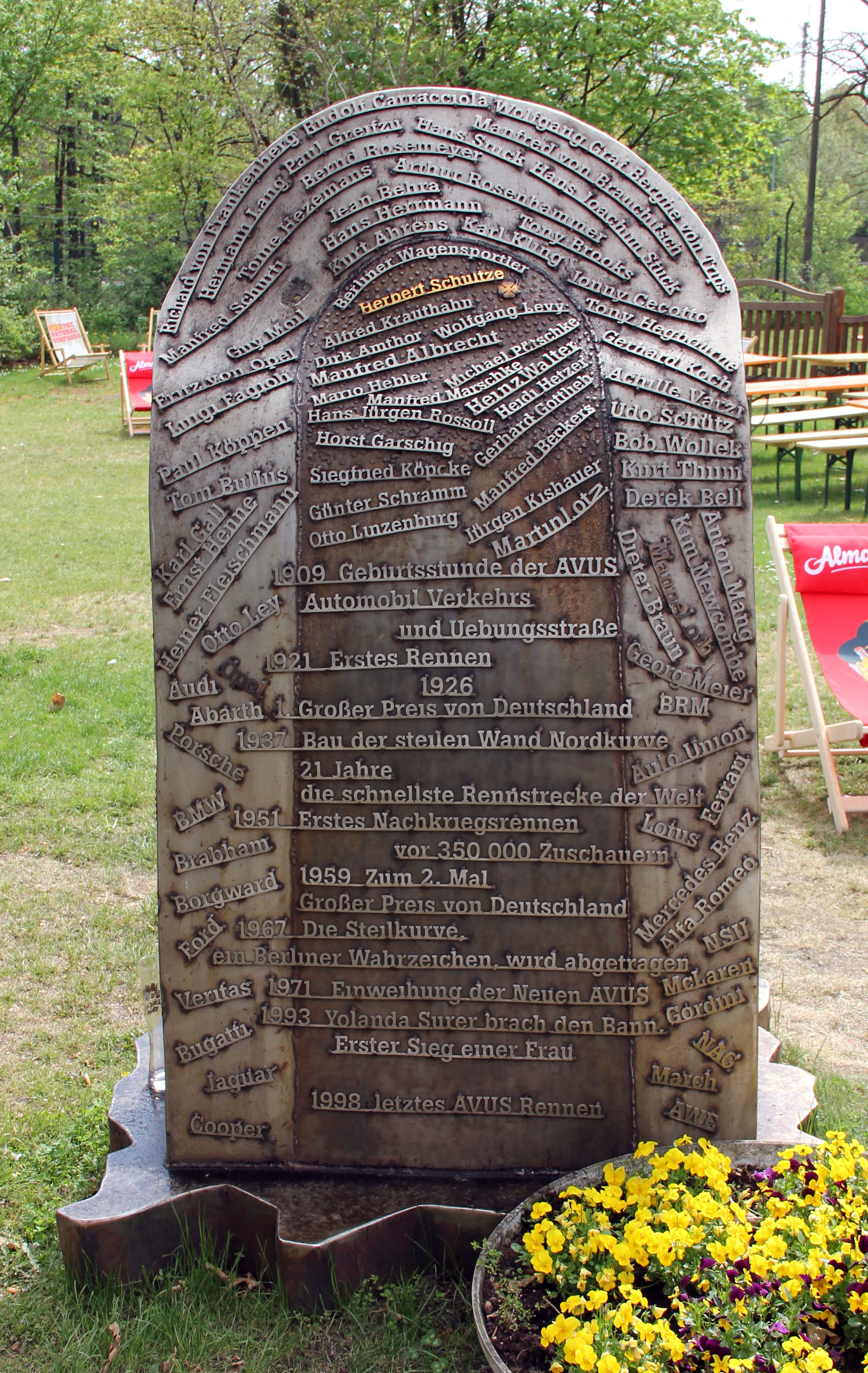
Denkmal von Joachim Matz in der Spanischen Allee 180

Zur Eröffnung der AVUS wurden am Wochenende des 24. und 25. September 1921 bei großem Zuschauerinteresse in verschiedenen Klassen Autorennen ausgetragen. Das Hauptrennen gewann der Berliner Lokalmatador Christian Riecken in einem NAG. Die mit 128,8 km/h höchste Durchschnittsgeschwindigkeit erreichte jedoch Fritz von Opel am Vortag auf einer eine Runde kürzeren Strecke in einer niedrigeren Motorenklasse. Im Hauptrennen führte von Opel zur Halbzeit, wurde allerdings am Ende mit Zündproblemen nur Dritter.
Während der folgenden Inflationszeit war der Motorsport kaum finanzierbar. Lediglich am 11. Juni 1922 fand auf der AVUS noch ein großes Autorennen statt, eingeleitet vom ersten Motorradrennen am 10. Juni auf der Strecke. Sieger des Autorennens in der großen Klasse wurde wieder Christian Riecken auf NAG. In den folgenden Jahren fanden sogenannte „Kleinwagenrennen“ statt, die zumindest von den Rundengeschwindigkeiten nicht mit den frühen Rennen vergleichbar waren. So fanden in den Jahren 1923 und 1924 Kleinwagenrennen mit Fahrzeugen bis 1500 cm³ auf der AVUS statt. 1924 erreichte Karl Slevogt auf einem Stromlinien-Apollo 4/20 einen Rundendurchschnitt von 146 km/h und fiel dann mit Motorschaden aus.
Erst am 11. Juli 1926 wurde das nächste bedeutsame Autorennen gestartet, der erste Große Preis von Deutschland auf der AVUS. Widrige Witterungsbedingungen und der unzureichende Straßenbelag führten zu vielen Unfällen und Ausfällen. Schon im Training starb einer der damals noch vom Reglement geforderten Beifahrer bei einem Unfall in der Südkurve. Während des Rennens kam Adolf Rosenberger mit seinem Mercedes-Benz am Ausgang der Nordkurve von der Piste ab und schlug in die Rundenzähltafel und ein Zeitnehmerhäuschen ein. Während Rosenberger und sein Beifahrer den Unfall verletzt überlebten, starben zwei Studenten im Zeitnehmerhäuschen und der Schildermaler an der Rundentafel. Den Sieg im Regenrennen, das nur 17 von 46 gemeldeten Fahrern beendeten, errang der damals noch weitgehend unbekannte Mercedes-Verkäufer Rudolf Caracciola auf Mercedes-Benz.
Die großen Rennen der 1920er Jahre zogen bis zu 300.000 Zuschauer an die Rennstrecke. Bedeutende Rennen wurden auf der AVUS erst wieder Anfang der 1930er Jahre ausgetragen. Aufgrund der Streckencharakteristik bot sich die AVUS jedoch auch für Rekordversuche an. Der spektakulärste davon fand 1928 statt, als wiederum Fritz von Opel den raketengetriebenen Opel RAK2 auf über 230 km/h beschleunigte. Zu diesem Fahrzeug wurde Opel durch den Raketenpionier Max Valier inspiriert.
Beim 1931 trotz Weltwirtschaftskrise überraschend wieder ausgetragenen Rennen gewann erneut Caracciola. Dritter wurde der aufstrebende Manfred von Brauchitsch (beide auf Mercedes-Benz). 1932 überholte von Brauchitsch mit seinem – in Privat-Initiative mit Stromlinien-Verkleidung versehenen – Mercedes-Benz SSKL den inzwischen zu Alfa Romeo gewechselten Caracciola noch kurz vor dem Ziel und siegte. Das Rennen wurde überschattet vom tödlichen Unfall des Rennstallbesitzers und Privatfahrers Georg Christian Prinz von Lobkowitz. Er war mit seinem Bugatti Type 54 bereits zu Beginn des Rennens vor der Südkehre mit dem Bugatti von Hans Lewy kollidiert und verstarb kurz darauf im Krankenhaus an den Folgen der dabei erlittenen schweren Verletzungen.
In den Jahren 1933 und 1934 gewannen Achille Varzi (Bugatti) und Guy Moll (Alfa Romeo).
Ausländische Siege auf ausländischen Fabrikaten kamen den regierenden Nationalsozialisten sehr ungelegen, sodass dem Rennsport bald mehr finanzielle Mittel zur Verfügung standen. Die Konsequenz war die Entwicklung der berühmten Silberpfeile von Mercedes-Benz und Auto Union. Beim Rennen 1935 fruchtete diese Entwicklung mit einem Sieg von Luigi Fagioli auf Mercedes-Benz. Die Durchschnittsgeschwindigkeit stieg von unter 210 km/h in den Jahren zuvor auf über 238 km/h.
Der Bau der überhöhten Nordkurve 1937 führte zur weiteren Steigerung der Geschwindigkeiten. Ebenso wurde im Fahrzeugbau durch Stromlinienverkleidungen die Geschwindigkeit der Fahrzeuge erhöht. Das Rennen am 30. Mai 1937 dominierten die Silberpfeile. Der Sieger Hermann Lang auf Mercedes-Benz erreichte eine Spitzengeschwindigkeit von knapp 400 km/h, Bernd Rosemeyer fuhr mit seinem Auto-Union-Rennwagen die schnellste Rennrunde mit einem Schnitt von 276,39 km/h; eine Durchschnittsgeschwindigkeit, die auf der AVUS durch die folgende Verkürzung der Strecke nie wieder erreicht und erst Jahrzehnte später beim Rennen Indianapolis 500 übertroffen wurde.
Nach dem Zweiten Weltkrieg wurde die AVUS 1951 mit einem Rennen vor 350.000 Zuschauern wiedereröffnet. 1954 wurde ein – nicht zur Weltmeisterschaft zählendes – Formel-1-Rennen ausgetragen, bei dem unter anderem auch die Mercedes-Benz-W196-Werkswagen beteiligt waren. Es gewann Karl Kling vor Juan Manuel Fangio und Hans Herrmann.
Der Große Preis von Deutschland 1959 fand – anstatt wie bisher auf dem Nürburgring – auf der AVUS statt. Die Gründe waren politischer Natur: Man wollte in der geteilten, aber noch nicht von der Berliner Mauer durchtrennten Stadt zur Zeit des Kalten Krieges ein Zeichen setzen. Besucher aus Ost-Berlin konnten ihre Eintrittskarten mit Mark der DDR bezahlen. Das F1-Rennen gewann Tony Brooks auf Ferrari. Hans Herrmann überschlug sich mit seinem B.R.M. in der Südkurve, kam aber mit wenigen Blessuren davon. Im Sportwagenrennen, am Tag zuvor, starb jedoch der Vorjahressieger Jean Behra, als sein Porsche 718 im Regen über den äußeren Rand der Steilwandkurve schoss, mit dem Sockel einer ehemaligen Flakstellung kollidierte und gegen einen Fahnenmast geschleudert wurde. Einen ähnlich spektakulären Unfall hatte Richard von Frankenberg 1956 unverletzt überstanden, als er aus seinem Porsche 645 Spyder geschleudert worden war, bevor dieser auf einem Parkplatz hinter der Nordkurve aufgeschlagen und dann in Flammen aufgegangen war.
Damit war die große Zeit der Grand-Prix-Rennen auf der AVUS vorbei. Der Schock saß so tief, dass drei Jahre lang überhaupt keine Autorennen auf der AVUS ausgetragen wurden. Danach fanden nur noch Rennen mit schwächer motorisierten Fahrzeugen statt. Die überhöhte Nordkurve wurde 1967 abgetragen.
Bis Ende der 1990er Jahre fanden Rennen mit Tourenwagen und Nachwuchs-Formelwagen statt, wobei die Strecke auf 4,8 und 2,6 km verkürzt wurde; außerdem wurden Schikanen eingebaut. Trotzdem kam es zu Zwischenfällen und schweren Unglücken. So überquerte bei der Deutschen Tourenwagen-Meisterschaft (DTM) der BMW M3 von Dieter Quester einmal funkensprühend die Ziellinie auf dem Dach, was noch für den dritten Platz reichte. Der Opel von Louis Krages (alias John Winter) fing in der Nordkurve nach einem Unfall Feuer.
Für die DTM war die Strecke kein Thema mehr, nachdem 1995 bei einer Startkollision das halbe Starterfeld außer Gefecht gesetzt worden war. Auch der Super Tourenwagen Cup (STW) verabschiedete sich 1996 von der Strecke, nachdem der Brite Kieth O’dor im Jahr zuvor in einem STW-Rennen gestorben war. Das erste der beiden Rennen an diesem Tag hatte O’dor noch gewonnen. Einige andere Rennserien fuhren jedoch weiterhin auf der AVUS, so blieben auch weitere Unfälle nicht aus. Der spätere Formel-1-Pilot Alexander Wurz, damals in einem Formel-3-Wagen, stieß mit einem DMSB-Streckensicherungsfahrzeug zusammen.
Die letzten Rennen fanden 1998 statt, ein Jahr später gab es eine Abschiedsfeier. Im Jahr 2000 wurde der EuroSpeedway Lausitz eingeweiht, der als Ersatz für die AVUS dienen sollte.

### Sieger des Formel-1-Rennens auf der AVUS
| Nr. | Jahr | Sieger      | Auto    | Zeit        | Streckenlänge | Runden | Ø-Geschwindigkeit | Datum     | GP von      |
| --- | ---- | ----------- | ------- | ----------- | ------------- | ------ | ----------------- | --------- | ----------- |
| 1   | 1959 | Tony Brooks | Ferrari | 2:09:31,6 h | 8,3 km        | 60     | 230,686 km/h      | 2. August | Deutschland |

### Nichtmotorisierte Nutzung

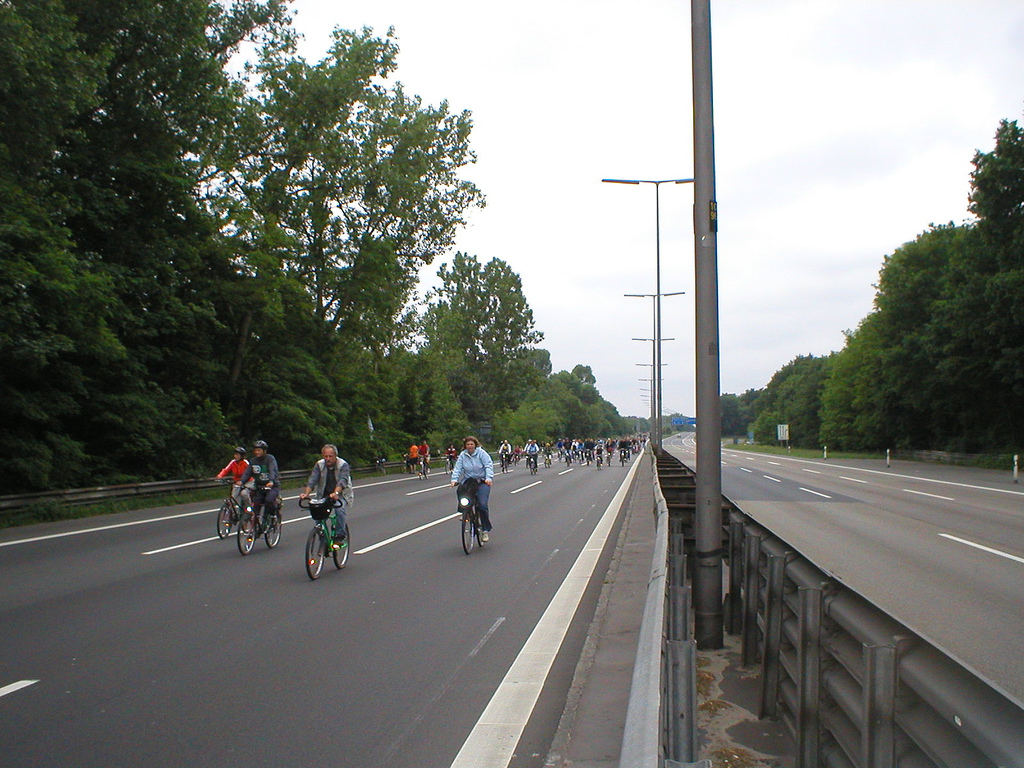
Fahrradsternfahrt auf der AVUS, 2007

Obwohl die AVUS ab ihrer Eröffnung nur für motorisierten Verkehr zugelassen war, fanden und finden gelegentlich auch nichtmotorisierte Veranstaltungen auf der AVUS statt. Bei den Olympischen Spielen 1936 verliefen sowohl der Marathonkurs als auch der Kurs des Straßenradrennens über die AVUS.
In den Wirren der Nachkriegsjahre wurde die kaum befahrene Strecke zeitweise sogar für Pferdefuhrwerke freigegeben, was allerdings bald zurückgenommen wurde.
An den vier autofreien Sonntagen während der Ölkrise im Jahr 1973 wurde die AVUS (unerlaubt) von begeisterten Bürgern mit allen möglichen nicht motorisierten Vehikeln genutzt. In den 1990er Jahren begann die Tradition der Fahrradsternfahrten des ADFC, die jedes Mal Tausende von Radfahrern an einem Sonntag im Juni auf die AVUS bringt.

## Denkmäler
An dem Standort der ehemaligen Nordkurve steht die Skulpturengruppe Motorradfahrer von Max Esser. Neben der „Spinnerbrücke“ an der Anschlussstelle Spanische Allee ehrt ein Denkmal von Joachim Matz bekannte Motorrad- und Autorennfahrer der Vor- und Nachkriegszeit, darunter die Berliner Rennfahrer Alfred Krauthahn und Herbert Schultze.

## Philatelistisches
Die Deutsche Bundespost Berlin gab aus Anlass 50 Jahre AVUS-Rennen 1921–1971 mit Erstausgabetag 27. August 1971 einen Briefmarkenblock mit vier Briefmarken im Gesamtnennwert von 125 Pfennig aus. Der Entwurf stammt vom Bundesdruckerei-Grafiker Rudolf Gerhardt.
Mit dem Erstausgabetag 1. Juli 2021 gab das Bundesministerium der Finanzen (BMF) ein Sonderpostwertzeichen im Nennwert von 155 Eurocent anlässlich der Eröffnung der AVUS vor 100 Jahren heraus. Der Entwurf stammt von dem Bonner Grafiker Thomas Steinacker.

## Sonstiges
- Die augenscheinlich schnurgerade Strecke der AVUS weist (von Süden kommend) eine sehr leichte Linkskurve direkt nach der Brücke über den Hüttenweg und einen guten Kilometer weiter die entsprechende – allerdings noch schlechter wahrnehmbare – Gegenkurve auf. Auf vielen Stadtplänen ist die AVUS durchgehend gerade gezeichnet. Auch auf Satellitenfotos sind die – beispielsweise vom Funkturm aus zu erkennenden – Kurven nur schwer wahrnehmbar.[7] In dem durch die Kurven gebildeten leichten Bogen liegt die Triebwagenhalle Hundekehle der S-Bahn.
- An der Anschlussstelle Hüttenweg wurden 1982 Szenen einer Verfolgungsjagd für den James-Bond-Film Octopussy gedreht; Roger Moore fuhr hier einen Alfa Romeo GTV 6.[8] Auch wurden an der AVUS 1984 einige Szenen für den Film Richy Guitar aufgenommen. Das Motel Avus ist im 2004 entstandenen Film Die Bourne Verschwörung zu sehen. Im Film Todestanz eines Killers von 1968 wird die alte Strecke mit der Steilkurve mehrere Minuten lang als Kulisse gezeigt.
- Seit Mai 1989 gilt auf der AVUS eine zulässige Höchstgeschwindigkeit von 100 km/h. Die Einführung des Tempolimits war von Protesten begleitet, die jedoch letztlich erfolglos blieben.[9]
- Lange Zeit verfügte die Avus über eine Straßenbeleuchtung mit 350 Masten. Im Jahr 1997 wurde die Anlage aus Kostengründen abgeschaltet und die Leuchten später demontiert.
- Im Grunewald befindet sich ein – inzwischen teilweise vermoostes – Modell der vor dem Zweiten Weltkrieg geplanten Südschleife im Maßstab 1:100, die allerdings niemals realisiert wurde. Nach Auffassung der Senatsverwaltung hat es jedoch keinen Denkmalwert.[10]